# Cerithiopsis althea
Cerithiopsis althea är en snäckart som först beskrevs av Dall 1927.  Cerithiopsis althea ingår i släktet Cerithiopsis och familjen Cerithiopsidae. Inga underarter finns listade i Catalogue of Life.